# Antonio Núñez
Pour les articles homonymes, voir Núñez.
Antonio Núñez Tena, né le 15 janvier 1979, est un ancien footballeur espagnol qui évoluait au poste d'ailier droit.

## Palmarès
Real Madrid
- Vainqueur de la Supercoupe d'Espagne de football en 2003.

 Liverpool FC
- Vainqueur de la Ligue des champions de l'UEFA en  2005.

 Apollon Limassol
- Vainqueur de la Coupe de Chypre en 2010.